# Chantal Andere
Jacqueline Chantal Fernández Andere (ur. 25 stycznia 1972 w Meksyku) – meksykańska aktorka i piosenkarka.

## Życie prywatne
Córka aktorki Jacqueline Andere. Znana głównie z ról w telenowelach. Rozwiedziona z Roberto Fernandezem. 5 grudnia 2008 wyszła za mąż za Enrique Rivero Lake’a. 7 marca 2009 przyszła na świat ich córka Natalia.

## Wybrana filmografia
- 2016: Antes muerta que Lichita
- 2012: La mujer del vendaval jako Octavia Cotilla
- 2011: Rafaela jako Mireya Vival de Báez
- 2009: Sortilegio jako Raquel Albeniz/Lombardo
- 2007: Miłość jak tequila jako Minerva Olmos de Montalvo
- 2005: Barrera de amor jako Manola Linares
- 2003: Amor real jako Antonia Morales
- 2002: La Otra jako młoda Bernarda Sainz
- 2001: Virginia jako Raquel Junquera Brito de Roldan Limantur
- 2001: El Noveno mandamiento jako Clara Duran
- 1999: Cuento de Navidad jako Beatriz
- 1998: Paulina jako Estefania Bracho
- 1996: Zakazane uczucia jako Leonor
- 1995: Acapulco, cuerpo y alma jako Aidé
- 1994: Marimar jako Angélica Santibañez
- 1993: Los Parientes pobres jako Alba Zavala
- 1991: Madres egoistas jako Carmen
- 1990: Un Rostro en mi pasado jako Mariela
- 1988: Dulce desafío jako Rebeca

## Nagrody i nominacje

### Premios TVyNovelas (Meksyk)
| Rok  | Kategoria                          | Telenowela               | Wynik     |
| ---- | ---------------------------------- | ------------------------ | --------- |
| 2016 | Najlepsza aktorka współ-gwiazda    | Antes muerta que Lichita | Nominacja |
| 2012 | Najlepsza antagonistka             | Rafaela                  | Nominacja |
| 2008 | Najlepsza antagonistka             | Miłość jak tequila       | Wygrana   |
| 2004 | Najlepsza antagonistka             | Amor real                | Nominacja |
| 1999 | Najlepsza aktorka drugoplanowa     | Paulina                  | Nominacja |
| 1997 | Najlepsza antagonistka             | Zakazane uczucia         | Wygrana   |
| 1995 | Najlepsza antagonistka             | Marimar                  | Nominacja |
| 1994 | Najlepsza antagonistka             | Los parientes pobres     | Nominacja |
| 1992 | Najlepsza młoda aktorka            | Madres egoístas          | Nominacja |
| 1990 | Najlepsze objawienie wśród aktorek | Dulce desafío            | Nominacja |
| 1990 | Najlepsza aktorka debiutująca      | Dulce desafío            | Wygrana   |